# 별아교세포종
별아교세포종(Astrocytoma) 또는 성상세포종은 뇌종양의 일종이다. 별아교세포종은 별아교세포라고 불리는 대뇌의 특정 종류의 별모양 아교세포에서 유래한다. 이 유형의 종양은 일반적으로 뇌와 척수 외부로 퍼지지 않으며 일반적으로 다른 기관에 영향을 미치지 않는다. 교모세포종 다음으로 성상세포종은 두 번째로 흔한 신경교종이며 뇌의 대부분 부분에서 발생할 수 있으며 때로는 척수에서도 발생할 수 있다.
별아교세포종 내에는 문헌에서 다음과 같은 두 가지 광범위한 분류가 인정된다.
- 좁은 침윤 영역(주로 비침습성 종양, 예: 선모세포종, 뇌실막하 거대세포 성상세포종, 다형성 황색성상세포종), 진단 이미지에 종종 명확하게 설명되어 있음
- 중추신경계의 어느 위치에서나 발생하는 능력을 포함하여 다양한 특징을 공유하지만 대뇌 반구를 선호하는 확산성 침윤대(예: 고급 성상세포종) 이는 일반적으로 성인에게 발생하며 더 고급 등급으로 진행되는 본질적인 경향이 있다.[2]

별아교세포종은 모든 연령층에서 발생할 수 있다. 저등급 유형은 어린이나 젊은 성인에게 더 많이 발생하고, 고등급 유형은 성인에게 더 많이 발생한다. 뇌 기저부의 별아교세포종은 젊은이들에게 더 흔하며 신경상피 종양의 약 75%를 차지한다.